# Chiesa di San Michele (Horsham)
La chiesa di San Michele (in inglese St Michael Church) è la parrocchiale anglicana che si trova nella parrocchia civile di Amberley, a sud ovest di Horsham nella contea del West Sussex, in Inghilterra. La chiesa risale al XIII secolo, rientra nella diocesi di Chichester ed è considerata un monumento classificato di primo grado per il suo particolare interesse storico e architettonico.

## Storia

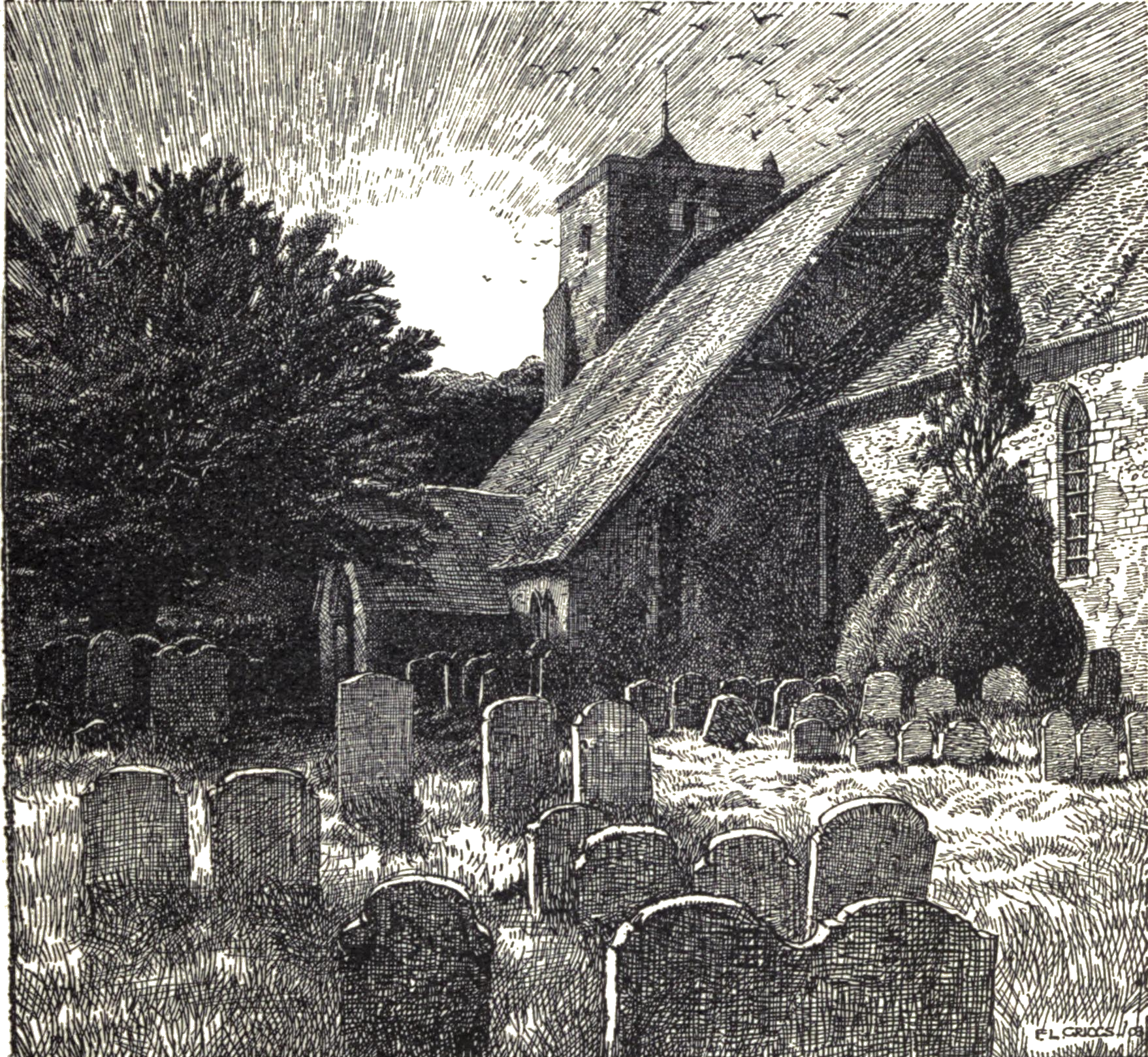
La chiesa di Amberley come appare in un'illustrazione su un volume pubblicato nel 1909

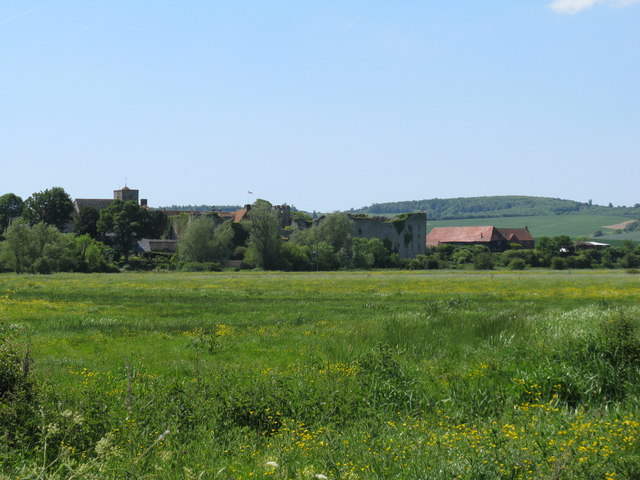
Panorama di Amberley con la chiesa ed il castello

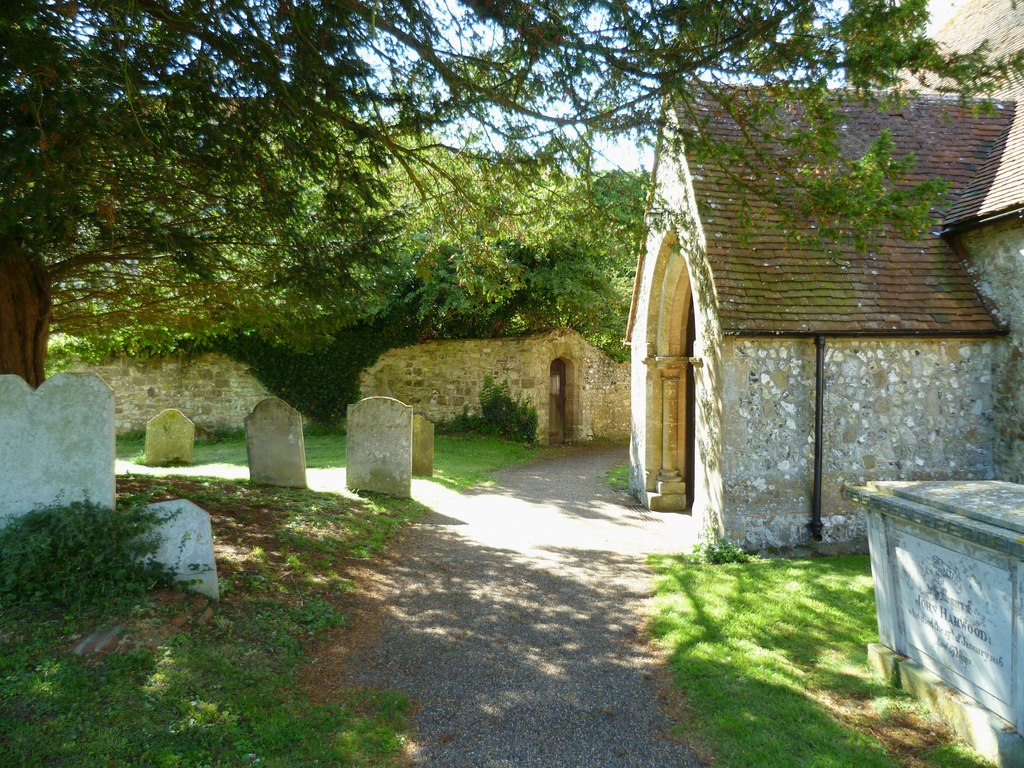
Portale di accesso laterale e cimitero della comunità

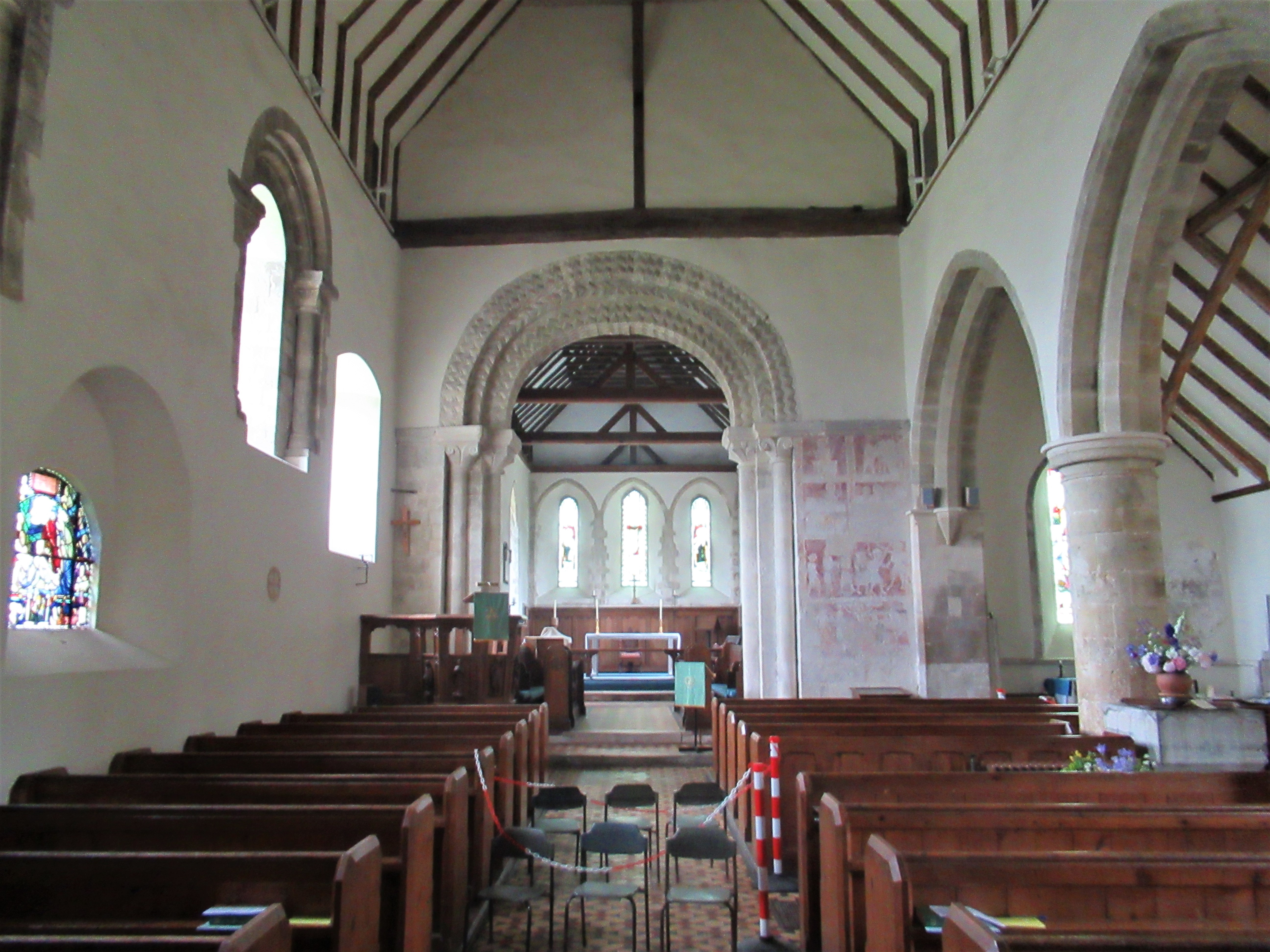
Interno della grande sala suddivisa in due navate

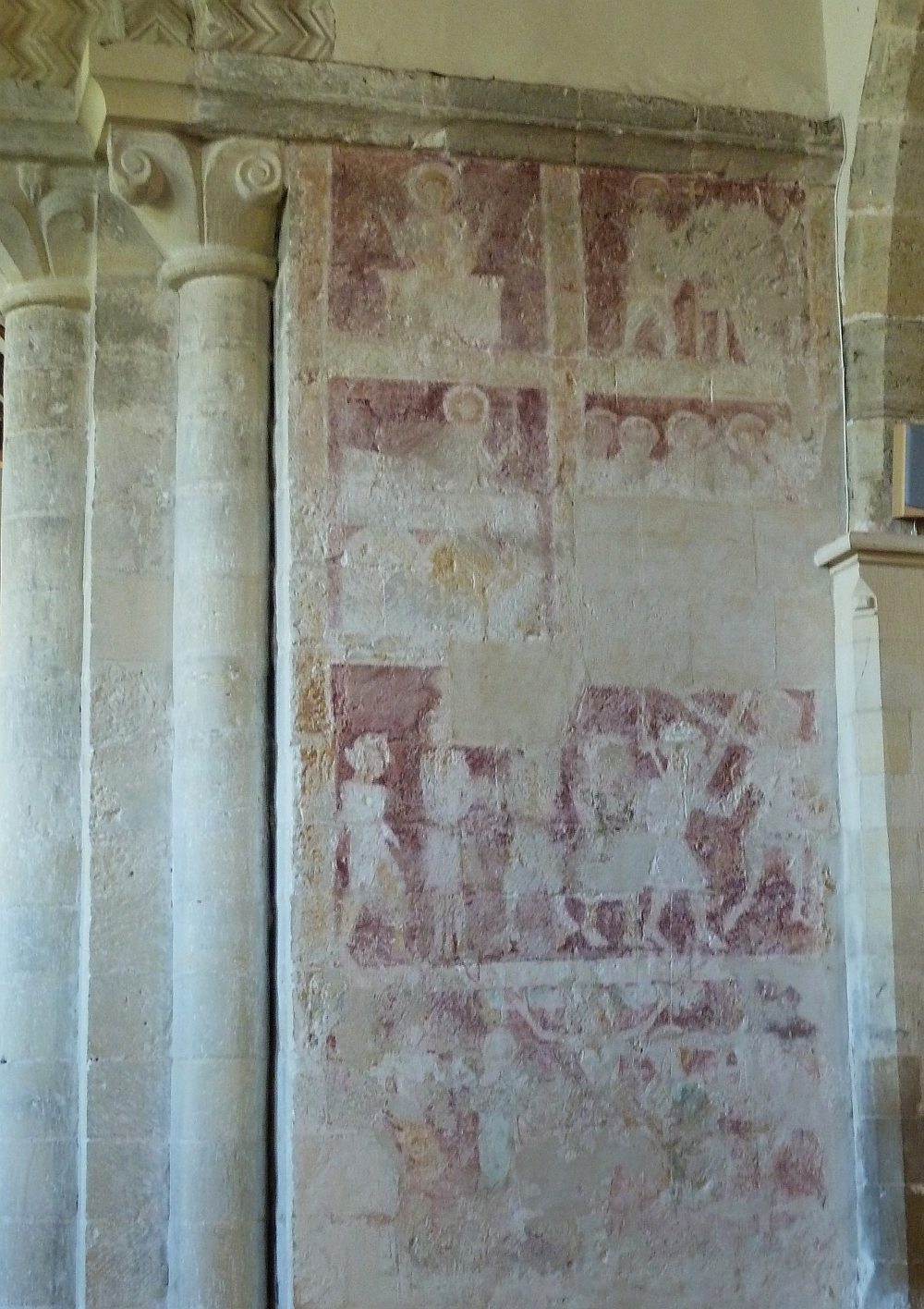
Decorazioni a graffito e affresco visibili nella sala

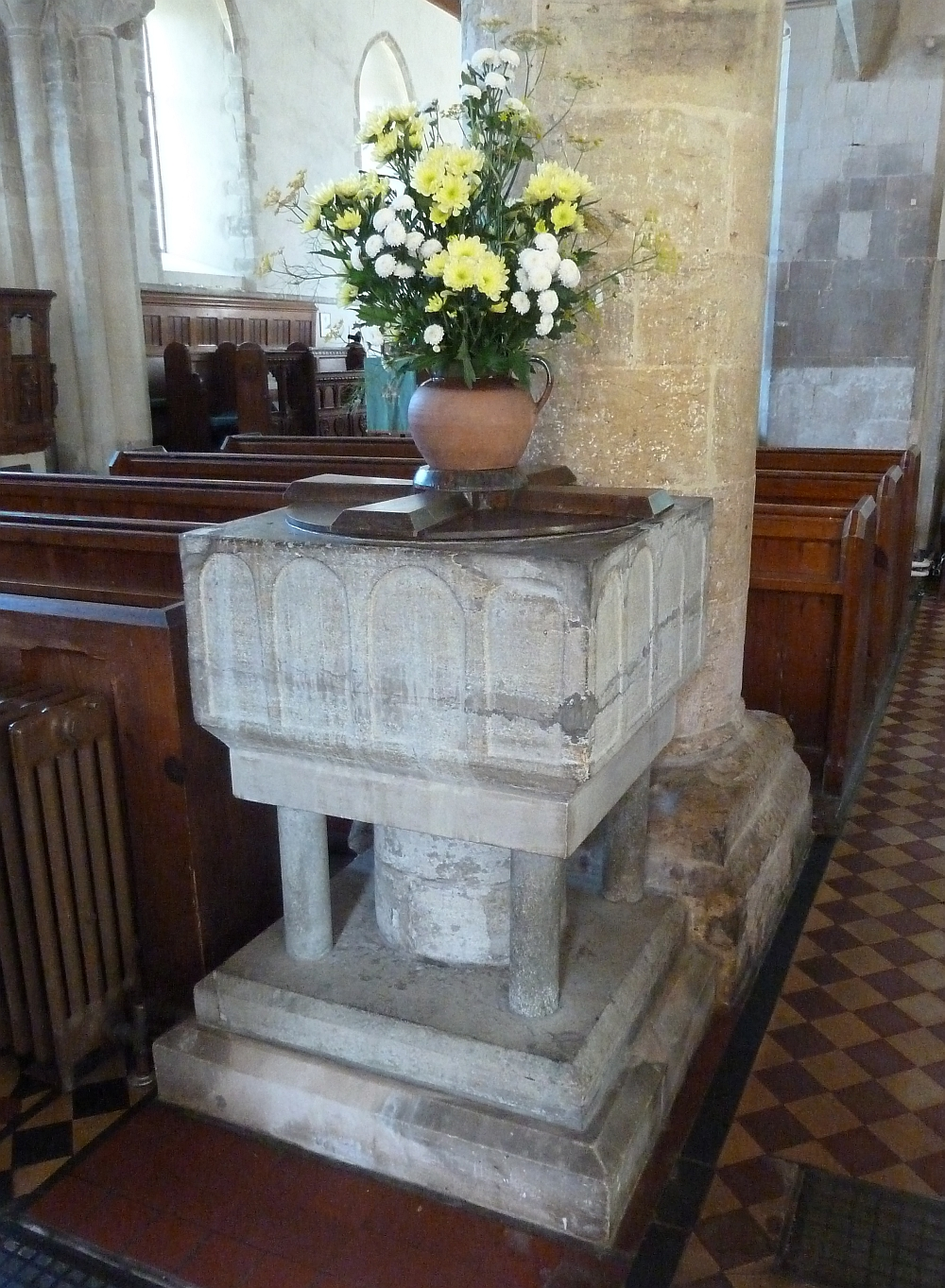
Fonte battesimale

La parrocchia civile di Amberley si trova sopra i prati dell'Arun ed è caratterizzata dal castello, che era una residenza episcopale e dalla sua chiesa parrocchiale. La navata e il presbiterio occidentale del luogo di culto risalgono alla metà del XII secolo, mentre la navata laterale meridionale e il presbiterio orientale sono del 1230 circa e la torre campanaria è di poco successiva. Nessuna chiesa del territorio sembra più antica della metà del XII secolo. Originariamente la maggior parte delle chiese di questo periodo era senza navata. Il lato nord è cambiato poco, con finestre grandi considerando il periodo di costruzione, con davanzali alti e incastonate in archi ciechi. Quella più a ovest ha una testa di pietre chiare e scure alternate. La porta murata ha solo le basi alte di nicchie e una testa di due ordini, separati da una modanatura a rullo. Il presbiterio che successivamente venne ampliato, potrebbe aver avuto originariamente un'abside. I conci orientali originali sono visibili e sul lato sud c'è una fascia marcapiano, poi interrotta da finestrelle nel XIII secolo. Lo studioso Godfrey suggerisce che ci fosse un incrocio tra strutture, ma è improbabile poiché avrebbe richiesto un secondo arco presbiteriale, per il quale non c'è quasi spazio. L'arco del presbiterio che ci è pervenuto è un'opera impressionante di metà XII secolo, paragonabile agli archi negli edifici di culto a Bosham o Stoughton, con decorazioni più raffinate ma più convenzionali. Sono stati notati parallelismi con la cattedrale di Chichester ma una valutazione più recente suggerisce collegamenti più stretti con l'opera del 1140 circa a Steyning, in particolare con quell'arco del presbiterio e con le sue parti adiacenti. Un riferimento nel registro del vescovo Neville data l'opera successiva al 1230 circa e il dettaglio appare coerente. Il presbiterio fu esteso fino a essere lungo quanto la navata, con alte finestre. Le tre orientali sono leggermente a gradini e potrebbero essere state originariamente della stessa altezza, anche se sono già a gradini nel disegno della Sharpe Collection del 1805. Quelle laterali sono più strette e sono tutte collegate internamente a livello del davanzale da una fascia marcapiano. Una navata laterale sud con un'alta arcata a tre campate fu aggiunta più o meno nello stesso periodo, sebbene le finestre che si vedono siano successive. Insolitamente, le lunghe e sottili traverse del tetto della navata laterale poggiano sui capitelli e il tetto della navata, con lunghi pilastri di coronamento, fu sostituito ed è visibile la linea del suo precursore leggermente più basso. Una finestra occidentale della navata del XII secolo, visibile all'interno, suggerisce che in origine non ci fosse una torre. Quella che vediamo è più alta delle mura del castello, il che dimostra che il castello in origine fu principalmente una dimora signorile per i vescovi. La torre fu iniziata a metà del XIII secolo e questo viene confermato dalle finestre e dalla porta occidentale con doppi smussi cavi, sebbene Sir Stephen Glynne nel 1839 notò un arco a tutto sesto bloccato all'interno della torre sul lato nord, il che potrebbe suggerire una datazione precedente al XIII secolo. Se le aperture delle campane a testa quadrata sono del XIV secolo come suggerì Godfrey, la costruzione fu lenta. I contrafforti diagonali non sono saldamente parte delle struttura e potrebbero anche risalire a questo periodo. Le aggiunte medievali successive furono poche. Un portale a sud del 1300 circa presenta modanature complesse ma poco profonde e fusti raggruppati, con capitelli decorati con foglie di quercia e di vite. Una grande finestra trilobata all'estremità orientale della navata, mostrata da Quartermain, potrebbe essere contemporanea, ma è stata sostituita da una convenzionale più piccola. Una finestra a due luci a testa quadrata a sud è del XV secolo, sebbene rinnovata. Sul lato nord, vicino all'estremità orientale, c'è una semplice finestra del XVI o XVII secolo, incastonata in muratura rovinata e che incorpora lo stipite di una porta o di una finestra, che potrebbe essere appartenuta alla scala del coro. Tra il XVI e il XIX secolo l'unica aggiunta di rileivo registrata fu un portico a sud innalzato nel 1637, sebbene ne fosse stato registrato uno durante il rilievo dell'anno precedente quando si diceva che mancasse la pavimentazione. La struttura odierna è in ogni caso del XIX secolo, quando venne restaurata e rivista da G. M. Hills tra il 1864 e il 1865. Le modifiche alle finestre che apportò sono state annotate e sostituì anche il tetto del presbiterio. Un tramezzo del XV secolo e già descritto nel 1854 non è rimasto dopo i lavori.

## Descrizione
La chiesa di San Michele ad Amberley dal 15 marzo 1955 viene giudicata un edificio di particolare interesse storico e architettonico in Inghilterra o Galles, classificata come monumento di prima categoria.

### Esterni
La chiesa di San Michele si trova ad Amberley, a sud ovest di Horsham nella contea del West Sussex, in Inghilterra. Si trova a breve distanza dal castello ed è circondata dal cimitero della comunità. L'edificio si caratterizza per la sua torre di notevoli dimensioni e per la sua architettura in parte anglosassone con modifiche secondo lo stile gotico inglese.

### Interni
Gli interni della sala sono ampi, suddivisi in due navate e con varie parti degne di attenzione, come ad esempio il fonte battesimale risalente al XII secolo.